# دهستان امامزاده عبدالله شمالی
دهستان امامزاده عبدالله شمالی یکی از دهستان‌های شهرستان فریدون‌کنار در استان مازندران ایران است. این دهستان در بخش دهفری قرار دارد و براساس سرشماری مرکز آمار ایران در سال ۱۳۹۰، جمعیت آن ۶۶۰۰ نفر (در ۱۹۹۹ خانوار) بوده‌است.